# Parc national de Blåfjella-Skjækerfjella
Le parc national de Blåfjella-Skjækerfjella est un parc national situé dans le comté et région de Trøndelag en Norvège.
Créé le 17 décembre 2004, il s'étend sur 192 400 hectares, ce qui en fait le troisième plus grand parc national de Norvège (hors Svalbard). Il englobe la totalité de l'ancien parc national Gressamoen (181 km²). Il est constitué de plaines montagneuses, de lacs, de vallées boisées, de marais et quelques sommets montagneux (le Midtliklumpen atteint 1 333 mètres). Le peuple Sami vit dans la région depuis plusieurs siècles. Il y a beaucoup de monuments culturels samis, colonies, lieux de rassemblement, sépultures et autres lieux sacrés.

## Faune et flore
Le parc est connu comme l’endroit où l’épinette a été introduite pour la première fois en Norvège. Il existe une grande variété de paysages, y compris des zones de forêt ancienne non perturbée dans les vallées. La flore comprend à la fois des espèces côtières ainsi que des espèces intérieures plus typiques et des plantes alpines. La géologie comprend à la fois le substratum rocheux mou bon pour la croissance des plantes ainsi que des zones avec un substrat rocheux très dur avec une vie végétale beaucoup plus pauvre.
Au total, 28 espèces de mammifères et de nombreuses espèces d’oiseaux ont été observées dans le parc. Le rare renard arctique et tous les grands prédateurs de Norvège continentale s'y trouvent. Cela inclut l’ours brun, le lynx, les carcajous et le loup gris, bien que le loup ne soit que rarement vu. Il y a aussi trois espèces de cervidés : l’élan, le chevreuil et le cerf rouge. 
Il abrite des rapaces tels l'aigle royal ou la chouette lapone.

## Tourisme
Le parc offre de bonnes possibilités pour la chasse, la pêche et d’autres loisirs de plein air. Le terrain est propice au tir de lagopède et d’autres petits gibiers, et il y a un certain nombre de lacs avec de la truite brune et de l’omble. Il existe de nombreux sentiers de randonnée, dont certains sont balisés, mais pas en hiver. Il y a aussi quelques chalets de montagne disponibles pour les nuitées.
Quatre réserves naturelles sont situées à côté du parc: la réserve naturelle d’Arvasslia, la réserve naturelle de Berglimyra et Klumplifjellet, la réserve naturelle de Gaundalsmyra et la réserve naturelle de Storfloa. 